# Younis Edwan
Younis Edwan (arabisk : يونس عدوان; født i Jordan, 1971), har hævdet at være verdens mindste mand på 65 cm, men er ikke blevet officielt målt ved Guinness World Records.